# Rouxinol-bravo

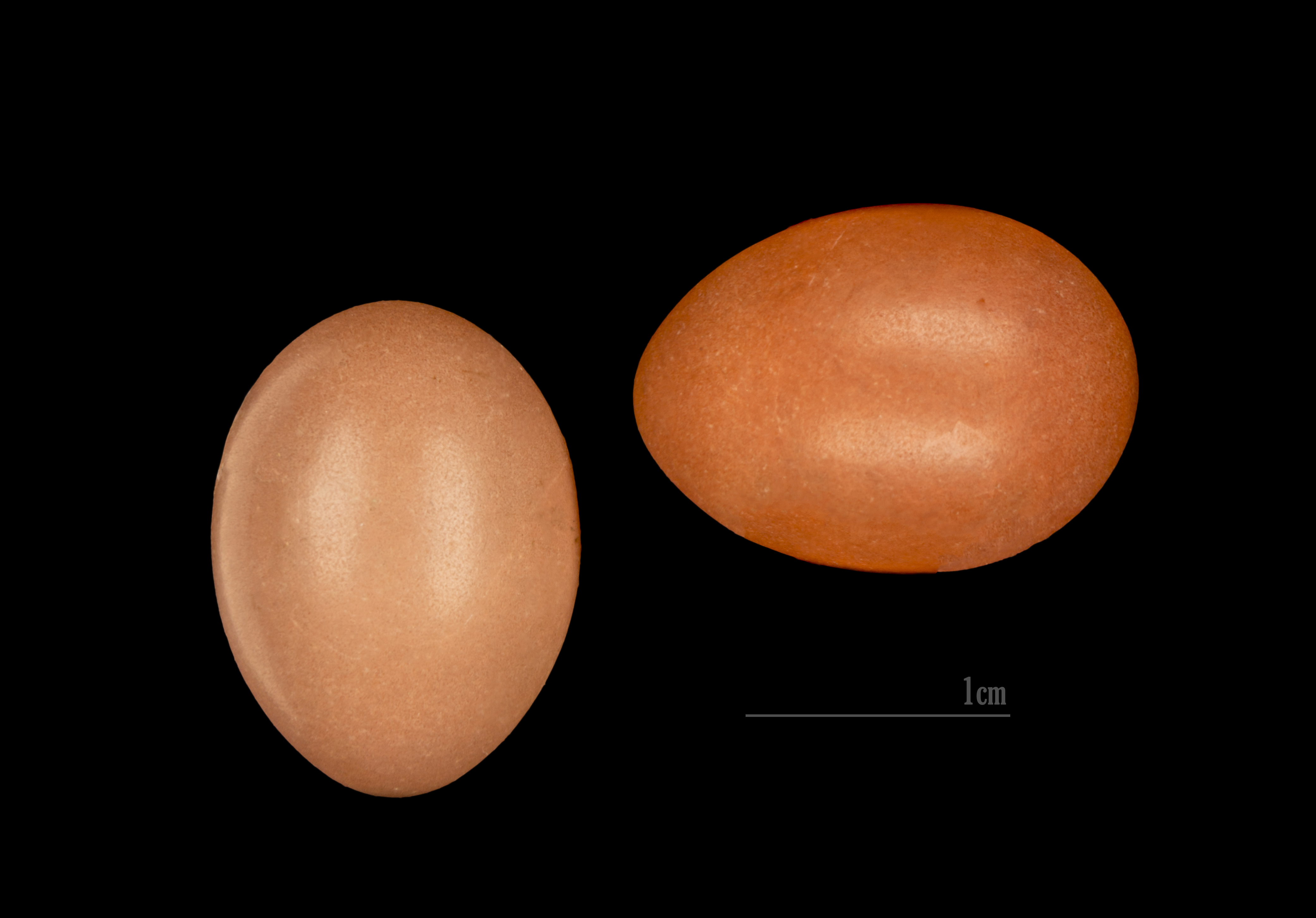
Cettia cetti MHNT

Rouxinol-bravo ou rouxinol-bravo-ocidental (Cettia cetti) é um pássaro da família Cettiidae. A sua plumagem é castanha com tons arruivados.  É uma espécie de hábitos furtivos, que geralmente se esconde por entre a vegetação, sendo por isso difícil de observar. Detecta-se mais facilmente pelo seu canto.
Apesar do nome, não é relacionada com o rouxinol, partilhando este nome devido a possuir algumas semelhanças com este, nomeadamente cantar durante a noite.
Esta espécie distribui-se principalmente pelo sul da Europa. Em Portugal está presente durante todo o ano e frequenta sobretudo caniçais e zonas ribeirinhas com vegetação densa, sendo bastante comum no centro e no sul do país.